# Janne Wirman
Janne Viljami Wirman, detto Warman (Espoo, 26 aprile 1979), è un tastierista finlandese.
Dal 1997 ha fatto parte dei Children of Bodom fino al 2019, anno dello scioglimento del gruppo, e dal 2000 degli Warmen (band power metal da lui fondata). Warman è il suo nome "di battaglia" (ogni membro dei Bodom ne possiede uno).

## Biografia
Come tutti i Bodom, tranne Roope Latvala,  Janne è nato a Espoo. Suona dall'età di 5 anni. Si diploma all'"Helsinki Pop & Jazz Conservatory" quando ha solo 16 anni. Il batterista Jaska Raatikainen dei Children of Bodom lo invita a far parte della band.
Subito Janne si trova in sintonia con il resto del gruppo e in particolare con il leader Alexi Laiho. Grazie al suo apporto i C.O.B. fanno il salto di qualità e diventano un'affermata band nel loro particolare melodic death metal.
La sua influenza principale è il tastierista Jens Johansson degli Stratovarius. I Bodom infatti nonostante siano un gruppo melodic death metal possiedono una non indifferente influenza melodica derivata anche dal power metal. Nel 2019, in seguito a sempre più crescenti incomprensioni e discontenti all'interno della formazione a causa dell'abuso di alcol del frontman Alexi Laiho, Wirman insieme ad altri componenti del gruppo decide di separarsi da quest'ultimo, che decide di sciogliere la band dopo l'ultimo concerto insieme in Finlandia.
Janne, come del resto Alexi Laiho, ha avuto diversi progetti paralleli ai Children of Bodom, che sono stati tuttavia il suo progetto principale; il più importante di questi è sicuramente la band da lui fondata, i Warmen, gruppo fortemente tendente allo speed metal con influenze barocche.
Inoltre ha collaborato con Timo Kotipelto nei suoi 2 album solisti.
Janne ha anche una sua casa discografica la "Beyond Abilities", che nel nome cita una famosa battuta del film Amadeus di Miloš Forman, essa ha prodotto tutti i progetti dei Warmen ed anche un album del Sinergy, il gruppo parallelo che Alexi Laiho aveva con la sua ex-moglie.

## Stile

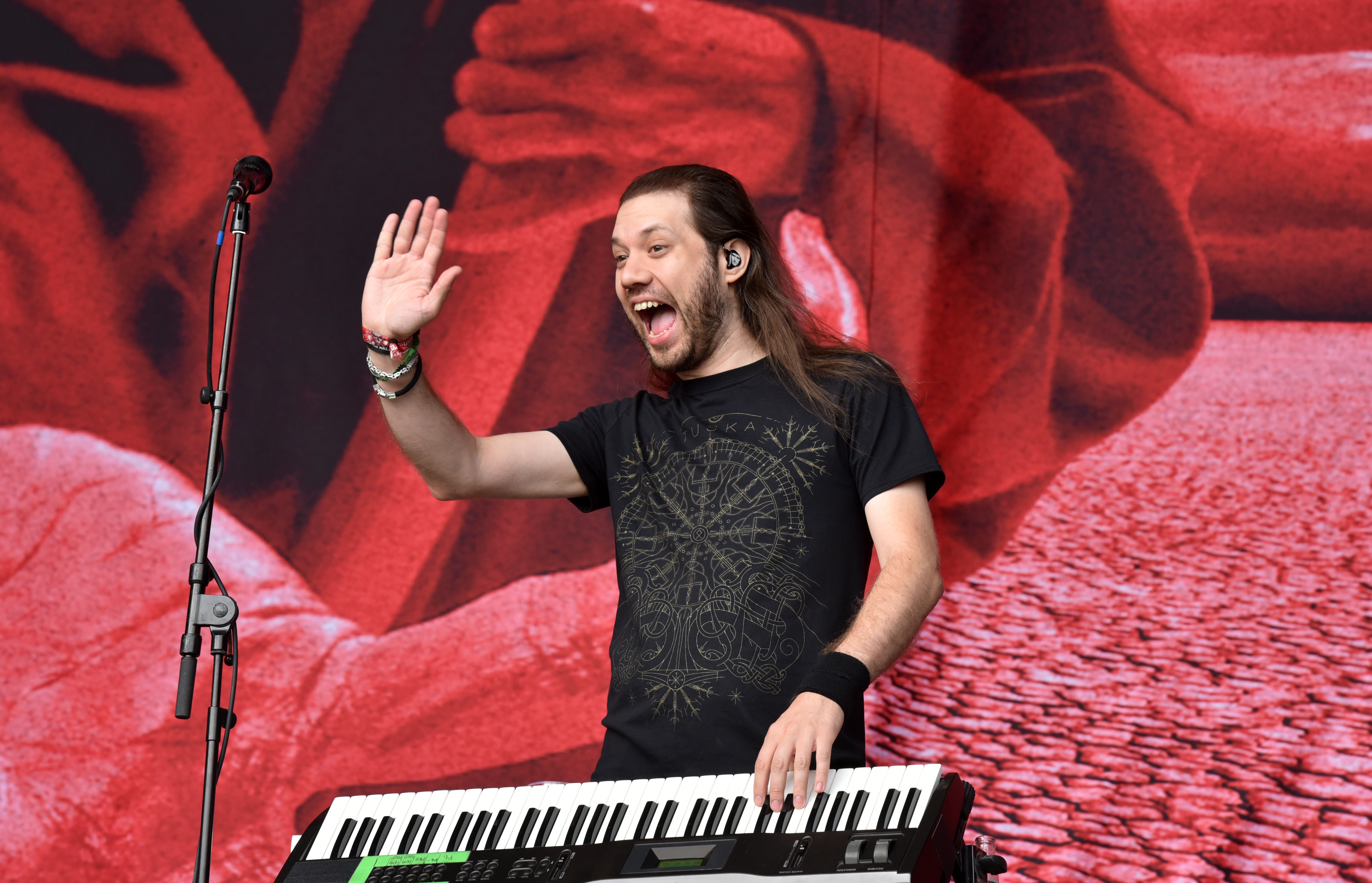
Janne con i Children of Bodom nel 2017

Janne è un tastierista molto rapido e virtuoso.
In origine fortemente ispirato dalla tastiera power di Jens Johansson, lo si sentiva usare suoni come il clavicembalo. Lo stile era quindi molto sinfonico e fortemente ispirato alla musica classica, cosa molto comune nei gruppi power metal. Canzoni come Hatebreeder o Children of Bodom ne sono testimonianza. 
Successivamente lo stile si è un po' "elettronizzato" raggiungendo il culmine proprio con l'album Are You Dead Yet? dove i timbri usati sono molto più "sintetici". Possiamo vedere questo cambiamento in tutte le canzoni dell'ultimo album, fin dai primi secondi, la prima canzone Living dead beat infatti comincia con una parte di sola tastiera con suoni decisamente elettronici e diversi da quelli usati in passato.

## Discografia

### Con i Children of Bodom
- Something Wild - 1997
- Hatebreeder - 1999
- Follow the Reaper - 2001
- Hate Crew Deathroll - 2003
- Are You Dead Yet? - 2005
- Blooddrunk - 2008
- Skeletons in the Closet - 2009
- Relentless Reckless Forever - 2011
- Halo Of Blood - 2013

### Con i Warmen
- Unknown Soldier - 2000
- Beyond Abilities - 2002
- Accept the Fact - 2005
- Japanese Hospitality - 2009